# Vuurwerkplant

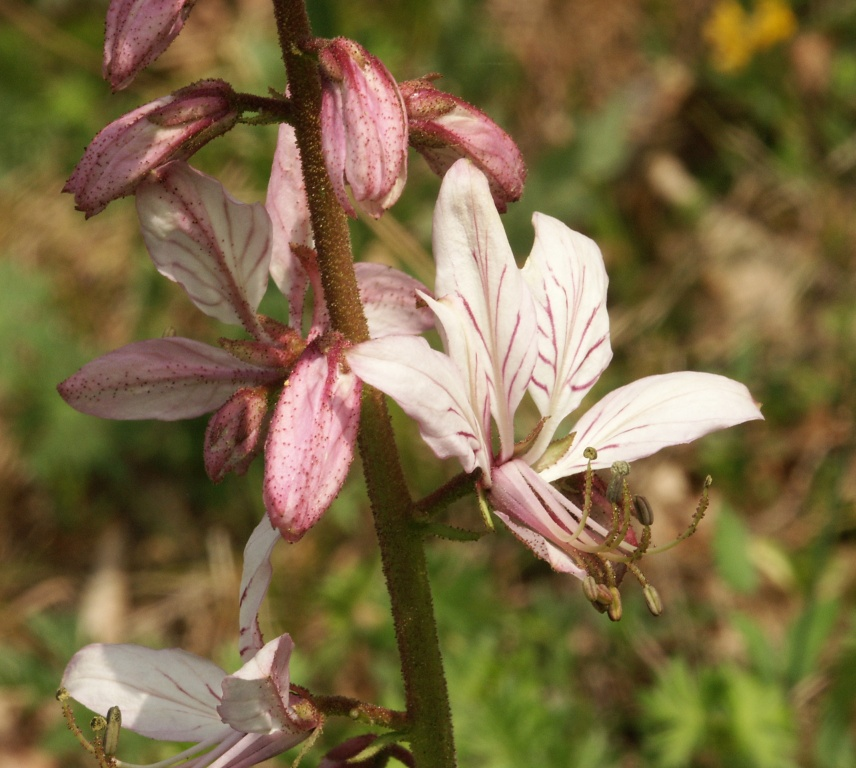
bloem

De vuurwerkplant of essenkruid (Dictamnus albus) is de enige soort uit het monotypische geslacht Dictamnus. De soort behoort tot de wijnruitfamilie (Rutaceae). De vaste plant komt van nature voor in de zuidelijke streken van Eurazië.
De plant wordt 40-80 cm hoog. Het fototoxische blad kan fotocontactallergie veroorzaken. Het blad lijkt wat op dat van de es (vandaar de naam essenkruid), is onevengeveerd en heeft zeven tot elf eironde, 5-8 cm lange, fijn getande blaadjes.
De vuurwerkplant bloeit in mei en juni met witte, roze of lila bloemen met lange meeldraden. De bloem ruikt naar een mengsel van vanille en citroen. De bloeiwijze is een tros. Tijdens de bloei produceert de plant zoveel etherische olie dat deze al op grote afstand geroken kan worden. Op extreem hete dagen kan de olie vlam vatten door de brandglaswerking op de druppeltjes etherische olie. Als het ook nog windstil is kunnen blauwe vlammetjes gezien worden. De verdampte etherische olie kan ook aangestoken worden, waarbij een spetterend vuurwerk ontstaat, waaraan de plant haar naam te danken heeft. Het brandend braambos in de Bijbel zou deze plant geweest kunnen zijn.
De vrucht is een vijfdelige doosvrucht. In elk deel zitten twee zaden. Als de vrucht rijp is knalt deze open en worden de twee zaden weggeslingerd. De 4 mm grote, zwarte zaden zijn peervormig.
De plant komt voor op droge, kalkhoudende, stikstofarme grond op warme plaatsen langs bossen en struikgewas.

## Gebruik
De plant bevat etherische olie welke onder meer bestaat uit bergapteen, fraxinellon, thymolmethylether, pineen, anethol, estragol, myrceen, limoneen, cineol en alkaloïden als skimmianine, fagraine en dictamine. Verder komt saponine, bitterstof, anthocyaan en flavonglycoside voor.
De vuurwerkplant werd vanwege de vermeende heilzame werking ook geteeld. In de Renaissance kwam de plant al veel in tuinen voor. Tegenwoordig komt de plant nog maar weinig in de siertuin voor, vanwege de bijzondere eisen die de plant aan de groeiomstandigheden stelt.
Volgens de volksgeneeskunde zou de plant koortsverlagend en bacteriedodend zijn. Een tinctuur van de bloemen en bladeren werd tegen reuma gebruikt. Ook zou het aanraken van de plant wanneer ze in bloei staat bij sommige mensen een roes kunnen veroorzaken alsof er alcohol is genuttigd.
De wortelbast zou goed werken tegen wormen en malaria.

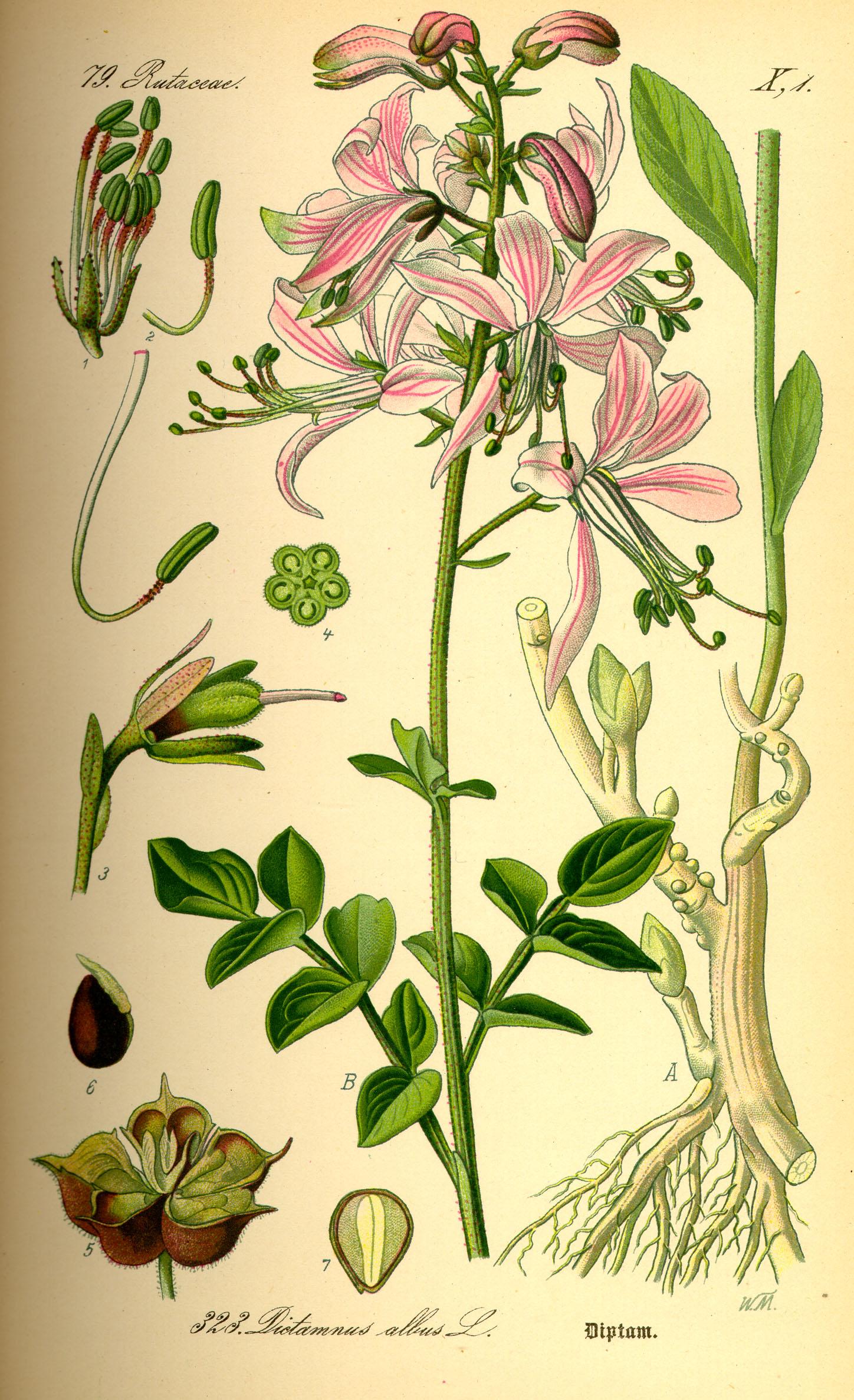
Illustratie uit: Thomé, Flora von Deutschland, Österreich und der Schweiz
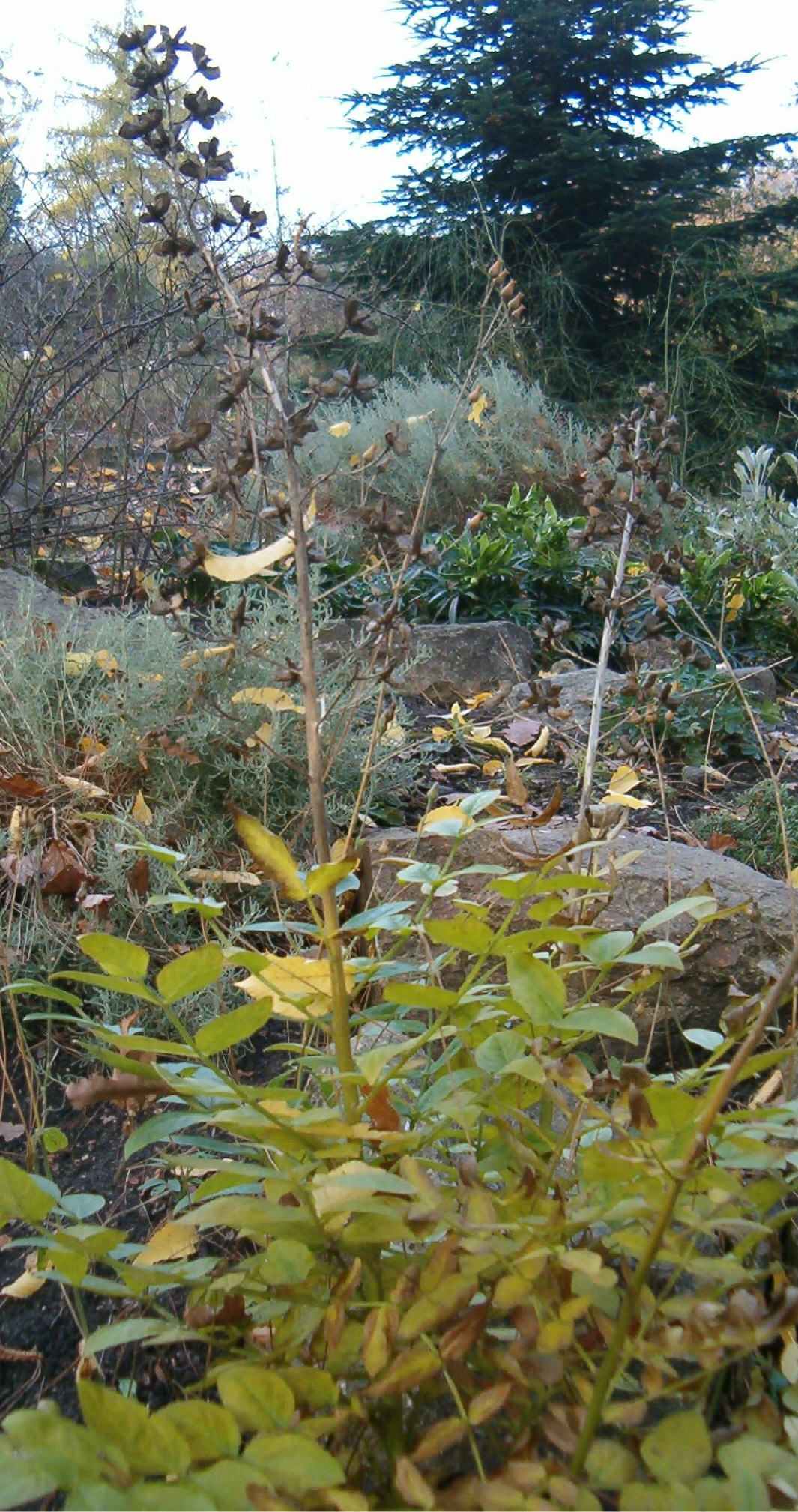
Vruchten
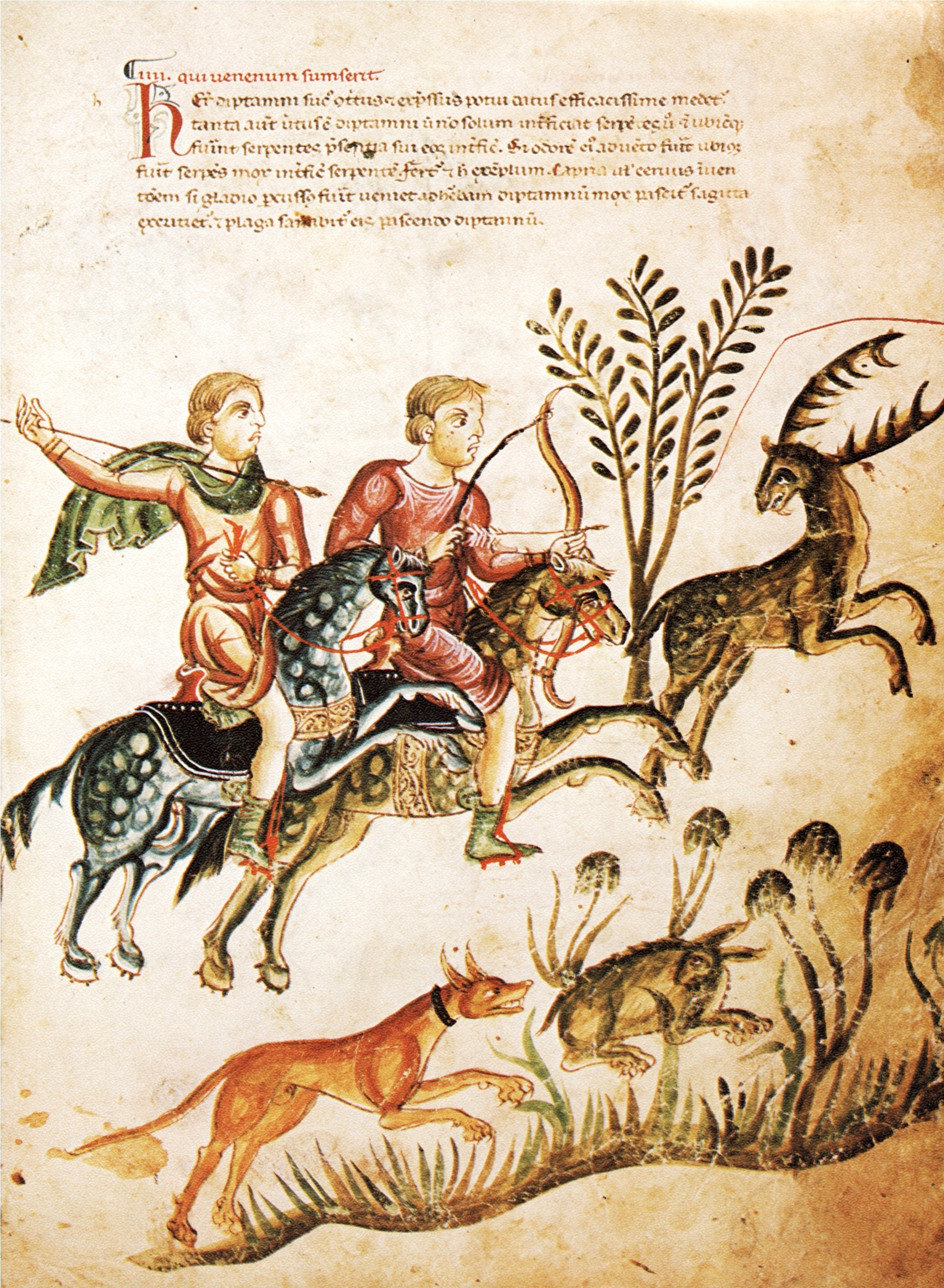
De mythische werking van de vuurwerkplant in de Medicina Antiqua, dertiende eeuw

... · 
Acradenia · 
Acronychia · 
Aegle · 
Afraegle · 
Amyris · 
Casimiroa · 
Choisya · 
Citrus · 
Clausena · 
Dictamnus · 
Diplolaena · 
Fortunella · 
Limonia · 
Melicope · 
Murraya · 
Phellodendron · 
Poncirus · 
Ptelea · 
Ruta · 
Skimmia · 
Tetradium · 
Vangueriella · 
Vepris · 
Zanthoxylum · 
Zieria · 
...